# Трахипедула
Трахипѐдула (на гръцки: Τραχυπέδουλα) е село в Кипър, окръг Пафос. Според статистическата служба на Република Кипър през 2001 г. селото има 82 жители.
Намира се на 5 км южно от Саламиу.